# Billy-Berclau
Billy-Berclau é uma comuna francesa na região administrativa de Altos da França, no departamento de Pas-de-Calais. Estende-se por uma área de 7,41 km². Em 2010 a comuna tinha 4 732 habitantes (densidade: 638,6 hab./km²).